# Mistrzostwa Polski Seniorów w Lekkoatletyce 1925
6. Mistrzostwa Polski Seniorów w Lekkoatletyce – zawody, które rozgrywane były w Krakowie na dawnym stadionie Wisły w dniach 14-16 sierpnia 1925 roku. Czwarte mistrzostwa kobiet odbyły się w Warszawie w Parku Sobieskiego (obecnie Park Agrykola) w dniach 17-18 lipca.

## Rezultaty
| NR – rekord Polski \| NL – najlepszy wynik w Polsce w sezonie \| SB – najlepszy wynik w sezonie \| PB – rekord życiowy |

### Mężczyźni
| Konkurencja:               | 1. miejsce                                                                               | Rezultat | 2. miejsce                                                                          | Rezultat | 3. miejsce                                                                     | Rezultat |
| Bieg na 100 m              | Aleksander Szenajch Warszawianka                                                         | 10,9     | Stanisław Rothert Polonia Warszawa                                                  | o pierś  | Władysław Dobrowolski AZS Warszawa                                             | o 2 m    |
| Bieg na 200 m              | Stanisław Rothert Polonia Warszawa                                                       | 23,6     | Aleksander Szenajch Warszawianka                                                    | o pierś  | Janusz Rey AZS Warszawa                                                        |          |
| Bieg na 400 m              | Stanisław Rothert Polonia Warszawa                                                       | 52,6     | Zygmunt Weiss AZS Warszawa                                                          | o 5 m    | Zygmunt Dąbrowski AZS Warszawa                                                 | o 4 m    |
| Bieg na 800 m              | Stefan Kostrzewski AZS Warszawa                                                          | 2:02,8   | Czesław Foryś Warszawianka                                                          |          | Franciszek Kawa Czarni Lwów                                                    |          |
| Bieg na 1500 m             | Czesław Foryś Warszawianka                                                               | 4:21,0   | Feliks Malanowski AZS Warszawa                                                      | o 2 m    | Alfred Freyer IFC Katowice                                                     | o 5 m    |
| Bieg na 5000 m             | Alfred Freyer IFC Katowice                                                               | 16:28,2  | Julian Łukaszewicz Polonia Warszawa                                                 | o 40 m   | Roman Sawaryn Pogoń Lwów                                                       |          |
| Bieg na 10 000 m           | Alfred Freyer IFC Katowice                                                               | 34:47,0  | Julian Łukaszewicz Polonia Warszawa                                                 |          | Roman Sawaryn Pogoń Lwów                                                       |          |
| Bieg na 110 m przez płotki | Antoni Cejzik Polonia Warszawa                                                           | 18,2     | Wojciech Trojanowski AZS Warszawa                                                   | o 8 m    | [ a ]                                                                          |          |
| Bieg na 400 m przez płotki | Stefan Kostrzewski AZS Warszawa                                                          | 59,4 NR  | Józef Korolkiewicz Polonia Warszawa                                                 |          | Wacław Halicki Pogoń Wilno                                                     |          |
| Sztafeta 4 × 100 m         | Polonia Warszawa Zbigniew Korolkiewicz Antoni Cejzik Henryk Piątkowski Stanisław Rothert | 46,5     | AZS Warszawa Zygmunt Weiss Janusz Rey Henryk Dąbrowski Władysław Dobrowolski        |          | Warszawianka Wacław Fijałkowski Czesław Foryś Feliks Żuber Aleksander Szenajch |          |
| Sztafeta 4 × 400 m         | AZS Warszawa Stefan Ołdak Zygmunt Dąbrowski Feliks Malanowski Stefan Kostrzewski         | 3:39,0   | AZS II Warszawa Janusz Rey Józef de Virion Zdzisław Karczewski Lechosław Karczewski |          | Warszawianka Wacław Fijałkowski Czesław Foryś Feliks Żuber ??                  |          |
| Chód na 2000 m             | Tadeusz Ptaszycki Orzeł Biały Warszawa                                                   | 10:07,0  | Władysław Banaszkiewicz AZS Warszawa                                                | o 20 m   | Zygmunt Szembek Cracovia                                                       |          |
| Skok wzwyż                 | Antoni Cejzik Polonia Warszawa                                                           | 1,70     | Wincenty Fryszczyn Polonia Warszawa                                                 | 1,66     | Julian Gruner AZS Warszawa                                                     | 1,68d    |
| Skok o tyczce              | Stefan Adamczak AZS Poznań                                                               | 3,435    | Antoni Rzepka AZS Lwów                                                              | 3,33     | Stefan Majtkowski Sokół Bydgoszcz                                              | 3,27     |
| Skok w dal                 | Władysław Dobrowolski AZS Warszawa                                                       | 6,63     | Stefan Nowosielski Cracovia                                                         | 6,625    | Józef Szulc AZS Warszawa                                                       | 6,23     |
| Trójskok                   | Antoni Cejzik Polonia Warszawa                                                           | 12,80    | Stefan Nowosielski Cracovia                                                         | 12,56    | Antoni Ośka Roździeń Szopienice                                                | 12,49    |
| Pchnięcie kulą             | Antoni Cejzik Polonia Warszawa                                                           | 11,79    | Leon Urbaniak Warta Poznań                                                          | 11,30    | Stanisław Buchała Cracovia                                                     | 11,15    |
| Rzut dyskiem               | Sławosz Szydłowski AZS Warszawa                                                          | 38,20    | Antoni Cejzik Polonia Warszawa                                                      | 36,885   | Stefan Adamczak AZS Poznań                                                     | 32,63    |
| Rzut młotem                | Antoni Cejzik Polonia Warszawa                                                           | 30,92 NR | Henryk Spichal Cracovia                                                             | 23,52    | Zbigniew Korolkiewicz Polonia Warszawa                                         | 21,53    |
| Rzut oszczepem             | Julian Gruner AZS Warszawa                                                               | 53,31    | Sławosz Szydłowski AZS Warszawa                                                     | 50,34    | Leon Urbaniak Warta Poznań                                                     | 44,49    |

### Kobiety
| Konkurencja:              | 1. miejsce                                                                                | Rezultat | 2. miejsce                                                                          | Rezultat | 3. miejsce                           | Rezultat |
| Bieg na 60 m              | Wacława Sadkowska Sokół-Grażyna Warszawa                                                  | 8,4      | Ludwika Gorloff AZS Warszawa                                                        | 8,8      | Helena Woynarowska AZS Warszawa      | (9,0)    |
| Bieg na 100 m             | Wiera Czajkowska Sokół-Grażyna Warszawa                                                   | 14,0     | Wacława Sadkowska Sokół-Grażyna Warszawa                                            | 14,1     | Ludwika Gorloff AZS Warszawa         |          |
| Bieg na 250 m             | Wiera Czajkowska Sokół-Grażyna Warszawa                                                   | 37,8     | Ludwika Gorloff AZS Warszawa                                                        | o 5 m    | Helena Woynarowska AZS Warszawa      |          |
| Bieg na 65 m przez płotki | Wacława Sadkowska Sokół-Grażyna Warszawa                                                  | 11,8     | Felicja Schabińska Sokół-Grażyna Warszawa                                           |          | Eugenia Kielich Polonia Warszawa     |          |
| Sztafeta 4 × 75 m         | Sokół-Grażyna Warszawa Wiera Czajkowska Barbara Złotnicka Marta Lubecka Wacława Sadkowska | 42,5     | AZS Warszawa Ludwika Gorloff Maria Maciszewska Hanna Jabłczyńska Helena Woynarowska | (42,8)   | Sokół-Grażyna II Warszawa            |          |
| Skok wzwyż                | Antonina Taborowicz Sokół-Grażyna Warszawa                                                | 1,35 NR  | Felicja Schabińska Sokół-Grażyna Warszawa                                           | 1,32     | Halina Konopacka AZS Warszawa        | 1,28     |
| Skok w dal                | Wacława Sadkowska Sokół-Grażyna Warszawa                                                  | 4,61     | Hanna Jabłczyńska AZS Warszawa                                                      | 4,54     | Marta Lubecka Sokół-Grażyna Warszawa | 4,39     |
| Pchnięcie kulą            | Halina Konopacka AZS Warszawa                                                             | 9,805    | Hanna Jabłczyńska AZS Warszawa                                                      | 8,39     | Ewa Brandt AZS Warszawa              | 8,04     |
| Rzut dyskiem              | Halina Konopacka AZS Warszawa                                                             | 26,29    | Zofia Chenclewska Sokół-Grażyna Warszawa                                            | 22,87    | Ewa Brandt AZS Warszawa              | 21,90    |
| Rzut oszczepem            | Zofia Chenclewska Sokół-Grażyna Warszawa                                                  | 23,40    | Halina Konopacka AZS Warszawa                                                       | 22,86    | Hanna Jabłczyńska AZS Warszawa       | 22,32    |

## Dziesięciobój
Mistrzostwa w dziesięcioboju mężczyzn odbyły się 26 i 27 września w Poznaniu.
| Konkurencja:  | 1. miejsce                 | Rezultat      | 2. miejsce                     | Rezultat      | 3. miejsce                 | Rezultat      |
| Dziesięciobój | Stefan Adamczak AZS Poznań | 5483,975 pkt. | Lucjan Wasiak Polonia Warszawa | 5407,405 pkt. | Leon Urbaniak Warta Poznań | 5267,765 pkt. |

## Pięciobój
Mistrzostwa w pięcioboju mężczyzn odbyły się 4 października w Łodzi.
| Konkurencja: | 1. miejsce                     | Rezultat      | 2. miejsce              | Rezultat     | 3. miejsce                     | Rezultat      |
| Pięciobój    | Antoni Cejzik Polonia Warszawa | 3259,405 pkt. | Janusz Rey AZS Warszawa | 2932,32 pkt. | Lucjan Wasiak Polonia Warszawa | 2905,735 pkt. |

## Maraton
Mistrzostwa Polski w biegu maratońskim mężczyzn zostały rozegrane 18 października w Bydgoszczy. Zwyciężył Józef Kaczmarczyk reprezentujący klub Diana Katowice w czasem 3:15:45, ale został zdyskwalifikowany za brak opłaconych składek, podobnie jak zawodnicy, którzy przybiegli na 2. i 3. miejscu: Bogdan Mallow (Stella Gniezno, czas 3:21:32) i Władysław Boski (AZS Lwów, czas: 3:28:20). Mistrzem został więc Orczykowski, który ukończył bieg jako czwarty, z półgodzinną stratą do Kaczmarczyka.
| Konkurencja: | 1. miejsce                              | Rezultat | 2. miejsce                | Rezultat | 3. miejsce                           | Rezultat |
| Maraton      | Maksymilian Orczykowski Sokół Bydgoszcz | 3:45:16  | Edward Rühle AZS Warszawa | 3:51:13  | Władysław Banaszkiewicz AZS Warszawa | 3:54:31  |

## Bieg przełajowy
3. mistrzostwa w biegu przełajowym mężczyzn zostały rozegrane 25 października w Warszawie. Trasa wyniosła 10 kilometrów.
| Konkurencja:            | 1. miejsce                          | Rezultat | 2. miejsce                   | Rezultat | 3. miejsce                  | Rezultat |
| Bieg przełajowy (10 km) | Julian Łukaszewicz Polonia Warszawa | 33:37    | Czesław Centkiewicz Varsovia | 34:07    | Józef Jaworski AZS Warszawa | 34,32    |